# Josef Žák (malíř)
Josef Žák (22. prosince 1822 Žehrov – 10. června 1859 Mnichovo Hradiště) byl český malíř.

## Život
Narodil se v rodině žehrovského baráčníka a obecního pastýře Matěje Žáka a jeho manželky Anny, rozené Kovářové.
V letech 1854—1857 studoval na pražské Akademii. Studia a studijní cestu do Říma mu umožnila podpora továrníka Leitenbergera z Josefova Dolu.
Zemřel v Mnichově Hradišti, kde v závěru života žil, na plicní chorobu.

## Dílo

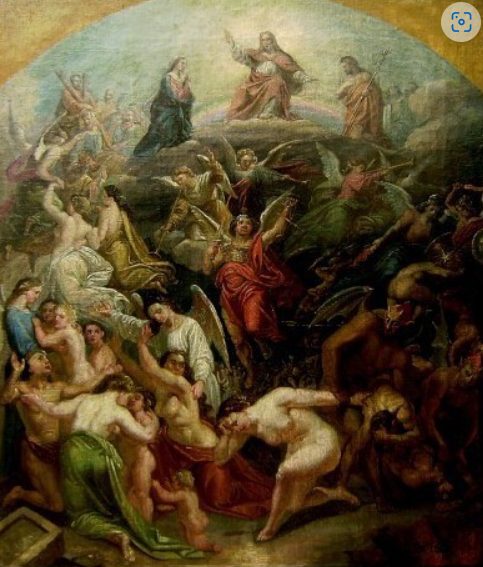
Josef Žák: Poslední soud (1857)

Josef Žák byl malířem portrétů, obrazů s náboženskými historickými tématy. Jeho díla jsou v majetku muzeí v Turnově a v Mladé Boleslavi; je též autorem oltářního obrazu Nanebevzetí Panny Marie z roku 1856 v kostele v Katusicích. Prokop Toman uvádí mezi jeho díly též akty.